# Douar El Ma
Douar El Ma è un comune dell'Algeria, situato nella provincia di El Oued.